# Kvithammer
Kvithammer (également orthographié Kvithamar) est une localité de la commune de Stjørdal dans le Trøndelag. La localité, d'une surface de 0,17 km2, compte 217 habitants au 1er janvier 2012 et se situe à trois kilomètres au nord-ouest du centre administratif de la commune : Stjørdalshalsen. La localité abrite une antenne de l'Institut Norvégien pour la Recherche en Agriculture et en Environnement (Bioforsk): Bioforsk Midt-Norge.